# Alan Smith (ur. 1962)
Alan Martin Smith (ur. 21 listopada 1962 w Bromsgrove w hrabstwie Worcestershire) – angielski piłkarz Leicester i Arsenalu, wielokrotny reprezentant kraju, występujący na pozycji napastnika. Dziś komentator telewizyjny i felietonista prasowy.

## Kariera piłkarska
Pierwszy profesjonalny kontrakt podpisał w czerwcu 1982 r. z Leicester City, do którego trafił z amatorskiego FC Alvechurch. Już w pierwszym sezonie gry, będąc partnerem w ataku Gary’ego Linekera, zdobył trzynaście bramek w lidze, czym przyczynił się do awansu do First Division. W najwyższej dywizji Alan spisywał się bardzo dobrze, przez cztery następne sezony zdobywał przynajmniej dwanaście bramek dla swojej drużyny.
26 marca 1987 roku szkocki menedżer George Graham zapłacił Leicester 850 tysięcy funtów za usługi 24-letniego wówczas snajpera. Na Highbury dołączył po zakończeniu sezonu.
W swoim czwartym występie zdobył hat tricka w meczu przeciwko Luton Town. Jego forma była jednak nierówna, strzelecką dyspozycję ustabilizował dopiero w następnym sezonie. Dla swojego klubu zdobył 23 bramki, dzięki czemu został królem strzelców rozgrywek. Zdobył m.in. bramkę w meczu ostatniej kolejki przeciwko Liverpoolowi. Żeby świętować pierwszy od osiemnastu lat tytuł mistrzowski, podopieczni Grahama musieli zwyciężyć z przewagą dwóch bramek. Smith zdobył wtedy pierwszego gola, drugiego dołożył Michael Thomas w 90. minucie.
Kolejny sukces odniósł dwa lata później, po raz drugi sięgając po mistrzostwo Anglii, znów zostając najskuteczniejszym snajperem rozgrywek (ponownie zdobywając 23 gole). Rok później powołano go do angielskiej kadry na Euro 1992. Na wielkiej imprezie rozgrywanej w Szwecji zagrał w dwóch spotkaniach. Były to jego ostatnie mecze w barwach Anglii – w sumie reprezentował kraj trzynastokrotnie, dwa razy trafiając do siatki rywali.
W 1993 r. skład prowadzony przez szkockiego menedżera sięgnął po krajowy dublet – zdobywając Puchar Anglii oraz Puchar Ligi Angielskiej. W owym czasie Smith coraz rzadziej zdobywał bramki, w przeciwieństwie do partnera z ataku, Iana Wrighta. W następnym sezonie Arsenal wygrał z Parmą mecz finałowy Pucharu Zdobywców Pucharów. Na kopenhaskim Parken padł wynik 1:0, a decydujące o zwycięstwie dośrodkowanie Kevina Campbella na gola zamienił właśnie Smith.

## Komentator sportowy
W ostatnim sezonie gry 32-letni gracz długo zmagał się z kontuzją i w obawie o zdrowie zakończył karierę piłkarską. Od tej pory zajął się komentowaniem spotkań dla telewizji i prasy – był ekspertem stacji Sky Sports oraz felietonistą Daily Telegraph. 30 czerwca 2011 roku, EA Sports ogłosiła, iż Smith wspólnie z Martinem Tylerem będzie komentował najnowszą grę sportową marki o nazwie FIFA 12 (zastąpił Andy’ego Graya). Współpraca ta kontynuowana była także w kolejnej grze z serii, zatytułowanej FIFA 13.